# 托伊芬塔尔
托伊芬塔爾（德语：Teuffenthal）是瑞士的城鎮，位於該國中西部，由伯恩州負責管轄，面積4.53平方公里，一半土地是森林，海拔高度956米，2011年人口164，人口密度每平方公里36人。

## 外部連結
- （德文） Official website （页面存档备份，存于）